# Wólka Szczycieńska
Wólka Szczycieńska (deutsch Lentzienen) ist ein Ort in der polnischen Woiwodschaft Ermland-Masuren und gehört zur Gmina Szczytno (Landgemeinde Ortelsburg) im Powiat Szczycieński (Kreis Ortelsburg).

## Geographische Lage
Wólka Szczycieńska liegt in der südlichen Mitte der Woiwodschaft Ermland-Masuren, fünf Kilometer südwestlich der Kreisstadt Szczytno (deutsch Ortelsburg).

## Geschichte
Am 25. Januar 1701 wurde der damals Wolka, nach 1820 Lentzinnen und nach 1876 Lenzienen genannte kleine Gutsort aufgrund einer Erbverschreibung gegründet. Am 23. Oktober 1798 erfolgte eine neuerliche Erbverschreibung für den Gutsbesitzer Friedrich Link, eine weitere am 25. Januar 1824 für Ludwig Wollschläger.
Im Jahre 1874 wurde der Gutsbezirk Lentzienen in den neu errichteten Amtsbezirk Corpellen eingegliedert, der – wohl 1928 in „Amtsbezirk Korpellen“ umbenannt – zum ostpreußischen Kreis Ortelsburg gehörte. Am 12. September 1878 wurden die dem Gutsbesitzer Ulrich Wollschläger gehörenden Wiesen Moschingrund vom Forst Korpellen abgetrennt und mit dem Gutsbezirk Lentzienen vereinigt.
Im Jahre 1910 zählte der Gutsbezirk Lentzienen 76 Einwohner. Aufgrund der Bestimmungen des Versailler Vertrags stimmte die Bevölkerung im Abstimmungsgebiet Allenstein, zu dem Lentzienen gehörte, am 11. Juli 1920 über die weitere staatliche Zugehörigkeit zu Ostpreußen (und damit zu Deutschland) oder den Anschluss an Polen ab. In Lentzienen stimmten 41 Einwohner für den Verbleib bei Ostpreußen, auf Polen entfielen keine Stimmen.
Am 30. September 1928 schließlich wurde der Gutsbezirk Lentzienen in die Landgemeinde Schodmak (1938 bis 1945 Wiesengrund, polnisch Siódmak) eingegliedert.
1945 kam Lentzienen in Kriegsfolge mit dem gesamten südlichen Ostpreußen zu Polen und erhielt die polnische Namensform „Wólka Szczycieńska“. Heute ist der Ort „część wsi Siódmak“ („ein Teil des Dorfes Siódmak“) im Verbund der Landgemeinde Szczytno (Ortelsburg) im Powiat Szczycieński (Kreis Ortelsburg), bis 1998 der Woiwodschaft Olsztyn, seither der Woiwodschaft Ermland-Masuren zugehörig.

## Kirche
Lentzienen war bis 1945 in die evangelische Kirche Ortelsburg in der Kirchenprovinz Ostpreußen der Kirche der Altpreußischen Union sowie in die römisch-katholische Kirche Ortelsburg im Bistum Ermland eingepfarrt.
Heute gehört Wólka Szczycieńska kirchlich weiterhin zur Kreisstadt: zur katholischen Kirche in Szczytno im jetzigen Erzbistum Ermland wie auch zur evangelischen Pfarrei in Szczytno, jetzt in der Diözese Masuren der Evangelisch-Augsburgischen Kirche in Polen gelegen.

## Verkehr
Wólka Szczycieńska liegt westlich der polnischen Landesstraße 57 (ehemalige deutsche Reichsstraße 128) und ist über Siódmak (Schodmack, 1938 bis 1945 Wiesengrund) auf direktem Wege zu erreichen. Siódmak ist die nächste Bahnstation und liegt an der Bahnstrecke Ostrołęka–Szczytno, die derzeit lediglich ab Chorezele befahren wird.